# Vincent Rijmen
Vincent Rijmen, né le 16 octobre 1970 à Louvain, est un cryptologue belge. Il est le concepteur avec Joan Daemen de Rijndael, un algorithme de chiffrement symétrique par bloc qui a remporté le concours AES, standard destiné à remplacer DES, le standard officiel du gouvernement américain pour ses documents non classifiés et largement adopté par l'industrie.
Ce standard avait soulevé de nombreuses controverses, car le milieu professionnel de la cryptographie soupçonnait que la NSA disposait d'une entrée dérobée dans ce système et pouvait donc prendre connaissance de tout ce qui était chiffré. C'est pourquoi le NIST (National Institute of Standards and Technology) patronna une compétition cryptographique en janvier 1997 où des chercheurs du monde entier furent invités à soumettre des propositions pour un nouveau standard qui serait appelé AES (Advanced Encryption Standard).
En novembre 2000, la proposition de Joan Daemen et de Vincent Rijmen fut retenue, c'est le standard « Rijndael » (composé avec les noms des deux auteurs, prononcer « Rayndal »). Il devint un standard du gouvernement américain, publié sous le nom de Federal Information Processing Standard, FIPS. Étant donné l'ouverture de la compétition, des propriétés techniques de Rijndael et du fait que l'équipe gagnante était constituée de deux jeunes cryptographes belges (peu susceptibles d'avoir ménagé une entrée dérobée pour complaire à la NSA), l'on peut s'attendre à ce que l'algorithme Rijndael devienne le standard de cryptographie dominant pendant au moins une décennie.